# Три философа
«Три философа» – картина Джорджоне 1505–1509 годов, одна из последних работ мастера, законченная за год до его смерти. В настоящее время хранится в Музее истории искусств (Вена). Написана по заказу венецианского купца Тадео Контарини, увлекавшегося алхимией и оккультизмом. Работу над картиной завершил Себастьяно дель Пьомбо.

## Описание
На картине изображены три философа разных возрастов – юноша, мужчина средних лет и старик. Нынешнее название взято из «Записок» Маркантонио Микьеля, видевшего картину в одном из венецианских домов. Три персонажа олицетворяют древнегреческую философию (старик), арабскую (взрослый мужчина) и философию Возрождения (юноша на фоне природного ландшафта). На заднем плане видна деревня, вдали – горы с некоей синей областью, значение которой неизвестно.  Юноша изучает пещеру, изображённую в левой части картины, с помощью измерительного инструмента. Традиционная трактовка картины, согласно которой она изображает трёх волхвов у Пещеры Рождества, к концу XIX века большинством учёных признана несостоятельной.

## Интерпретации
Интерпретации картины Джорджоне различны. Наиболее распространённым является объяснение картины, как аллегории передачи знаний древнегреческой философии через арабские переводы итальянскому Возрождению. Старик в этом случае может представлять Платона или Аристотеля, араб – Авиценну, Ибн Рушда или другого учёного Золотого века ислама, юноша – науку Возрождения, уходящую корнями в прошлое и вглядывающуюся в темноту пещеры, хранящей неизвестные секреты, которая в свою очередь может символизировать концепцию Платоновой пещеры.
Имеются и другие гипотезы относительно персонажей. Одни видели в них Эвандра с Паллантом, показывающих Энею будущее место Рима, другие – царя Соломона, Хирама Великого и Хирама Абиффа.
Поза юноши имеет форму прямоугольного треугольника, что может служить отсылкой к теореме Пифагора. В этом случае персонажи справа могут изображать Ферекида и Фалеса, учителей Пифагора. По другой версии старый философ изображает Аристарха Самосского.
Прочие гипотезы предлагают интерпретации персонажей в качестве трёх стадий человеческой жизни (юность, зрелость, старость), либо трёх эпох европейской цивилизации (античность, средние века, Возрождение), либо трёх авраамических религий (иудаизм, ислам, христианство), либо некоторое сочетание указанных концепций.
На листе в руках старого философа различимо слово «затмение» и астрономическая диаграмма. Великое соединение Юпитера и Сатурна 1503 года и солнечное затмение в том же году считались признаками надвигающегося пришествия Антихриста, что позволило выдвинуть гипотезу об апокалиптической тематике картины.
Джеймс Панеро пишет, что, интерпретируя картину, он «привержен поэтическому подходу, предложенному историком искусства Томом Николсом в его книге „Неоднозначность Джорджоне“, в которой он предполагает, что наша интерпретация должна оставаться свободной и открытой. Намеренные двусмысленности — это визуальные ловушки Джорджоне, расставленные, чтобы захватить любопытство и размышления зрителя».